# Тернопольский радиозавод «Орион»
Тернопольский радиозавод «Орион» (укр. Тернопільський радіозавод «Оріон») — предприятие военно-промышленного комплекса Украины, которое специализируется на производстве и ремонте средств радиосвязи УКВ-диапазона.
Входит в перечень предприятий, имеющих стратегическое значение для экономики и безопасности Украины.

## История
Предприятие было построено в соответствии с 10-м пятилетним планом развития народного хозяйства СССР и введено в эксплуатацию 4 марта 1982 года.
После провозглашения независимости Украины предприятие стало единственным производителем средств радиосвязи для силовых структур (в том числе, специализированных средств радиосвязи для бронетанковой техники). Тем не менее, на протяжении 20 лет предприятие практически не получало заказов от государственных силовых структур Украины и работало на экспорт.
11 мая 1994 года пограничная служба Украины заключила с заводом контракт на выполнение опытно-конструкторских работ по созданию систем радиосвязи, в результате которых в 1994-1996 гг. для погранслужбы были разработаны радиотранслятор «Орион РР-1», стационарная радиостанция «Орион РС-1», переносная радиостанция «Орион РН-2» и радиостанция «Орион РВ-1».
В середине 1990-х на заводе было создано конструкторское бюро.
В сентябре 2002 года завод был внесён в перечень предприятий для приватизации. Фонд государственного имущества Украины назначил на 2003 год приватизационный конкурс с открытым предложением цены по принципу аукциона по продаже 96,13% государственного пакета акций компании "Тернопольский радиозавод "Орион" при стартовой цене 24,89 млн. гривен.
В середине 2004 года на заводе работали 1300 человек.
В октябре 2004 года директор завода сообщил, что 85% продукции завода идёт на экспорт (в Индию, Пакистан, Египет, Вьетнам, Малайзию, Узбекистан, Азербайджан, Болгарию, на Кубу, в Россию), однако некоторые разработки (в частности, система связи для скоростного электропоезда «Киев — Днепропетровск» и скрыто-носимая радиостанция "Орiон РН-2.4" для сотрудников налоговой милиции) были проданы на Украине.
В 2006 году завод получил 10 тыс. гривен чистой прибыли.
В 2007 году завод получил 350 тыс. гривен чистой прибыли.
По состоянию на начало 2008 года, заводом был освоен выпуск следующей продукции:
- аппаратура внутренней связи и коммуникации АВСК-1[2]
- радиоприёмник Р-173ПМ[2]
- радиостанция Р-173М[2]
- шлемофон шумозащищённый ШШ-1[2]

В феврале 2008 года правительство Украины предприняло ещё одну попытку продать завод. Фонд государственного имущества Украины назначил приватизационный конкурс с открытым предложением цены по принципу аукциона по продаже 96,13% государственного пакета акций компании "Тернопольский радиозавод "Орион" при стартовой цене 31 525 758 гривен.
В январе-сентябре 2009 года выручка завода составила 35,743 млн. гривен, за отчётный период убытки предприятия увеличились на 46,8%, до 2,746 млн. гривен.
В сентябре 2010 года директор завода сообщил, что в последние годы завод работает в основном над выполнением экспортных заказов и только в 2009 году завод им. Малышева купил 15 комплектов изделий, а министерство обороны Украины за семь последних лет не закупило ни одной единицы продукции завода.
2010 год завод закончил с чистым убытком в размере 3,8 млн. гривен.
В июне 2011 года правительство Украины предприняло ещё одну попытку продать завод. Фонд государственного имущества Украины назначил приватизационный конкурс с открытым предложением цены по принципу аукциона по продаже 96,129% государственного пакета акций компании "Тернопольский радиозавод "Орион" при стартовой цене 38,7 млн. гривен.
В октябре 2011 года завод получил заказ на производство комплектующих для электровозов ВЛ11/М6 украинских железных дорог.
Кроме того, 21 октября 2011 года завод заключил контракт на производство и поставку для государственной пограничной службы Украины партии УКВ-радиостанций «Кордон» (всего 8 стационарных станций, 152 переносных станций и 4 ретранслятора общей стоимостью 881 450,36 гривен).
В 2011 году завод получил 15 тыс. гривен чистой прибыли.
В 2012 году завод получил 18 тыс. гривен чистой прибыли.
По состоянию на начало 2013 года, общая численность сотрудников завода составляла 697 человек. В январе 2013 года администрация завода погасила задолженность по зарплате перед за ноябрь 2012 года в размере 595 тыс. гривен.
20 февраля 2013 года на вооружение украинской армии был официально принят разведывательный автоматизированный звукометрический акустический комплекс «Положение-2», созданный СКБ «Молния» в 1995-2012 гг. на шасси МТ-ЛБу. На изготовленную аппаратную машину были установлены радиостанции Р-173М и РН-2.7 «Оріон РН-2.7» производства радиозавода "Орион".
27 марта 2013 года правительство Украины предприняло ещё одну попытку продать завод. Фонд государственного имущества Украины назначил приватизационный конкурс с открытым предложением цены по принципу аукциона по продаже 96,129% государственного пакета акций компании "Тернопольский радиозавод "Орион" при стартовой цене 30,6 млн. гривен.
В январе 2014 года Фонд государственного имущества Украины ещё раз предпринял попытку продать завод.

## Современное состояние
После начала боевых действий на востоке Украины предприятие было привлечено к выполнению военного заказа.
Предприятие начало работы над импортозамещением комплектующих российского производства.
28 июля 2014 года министерство обороны Украины выделило заводу 6,4 млн. гривен на производство 4049 танковых шлемофонов ТШ-1 для вооружённых сил Украины. В сентябре 2014 было начато выполнение контракта, к 12 сентября 2014 были изготовлены первые 350 шт.
11 октября 2018 года Фонд государственного имущества Украины продал Тернопольский радиозавод «Орион» за 57 млн. гривен Самборскому радиозаводу "Сигнал".